# Oxyopes purpurissatus
Oxyopes purpurissatus är en spindelart som beskrevs av Simon 1910. Oxyopes purpurissatus ingår i släktet Oxyopes och familjen lospindlar.
Artens utbredningsområde är Kongo. Inga underarter finns listade i Catalogue of Life.